# Dunkelbraune Silbereule

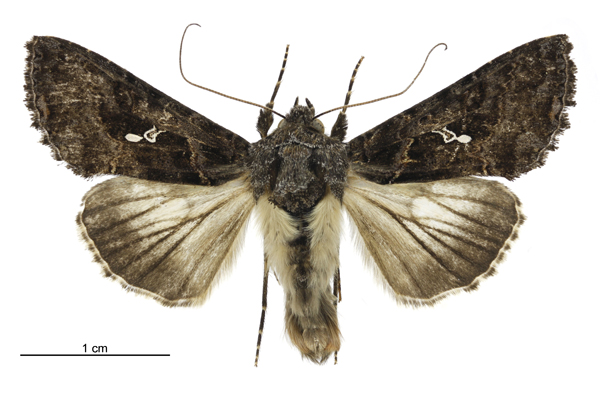
Präparat

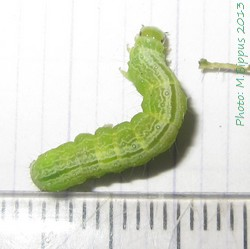
Raupe

Die Dunkelbraune Silbereule (Ctenoplusia limbirena) ist ein Schmetterling (Nachtfalter) aus der Familie der Eulenfalter (Noctuidae).

## Beschreibung

### Falter
Die Flügelspannweite der Falter beträgt 34 bis 39 Millimeter. Die Vorderflügeloberseite hat eine braune Grundfarbe, die mit einer undeutlichen Marmorierung versehen ist. Das Mittelfeld ist zwischen Zelle und Innenrand verdunkelt. Die silberweiß schimmernde, tropfenförmige Makel, die dem Gamma aus dem griechischen Alphabet ähnelt, ist zuweilen geteilt. In der Mitte der Submarginalregion vor dem Außenrand befindet sich ein ovaler rosafarbener bis rotbrauner Fleck, der das deutlichste Erkennungszeichen der Falter ist. Die Hinterflügeloberseite ist zeichnungslos hell graubraun gefärbt und zeigt einen leicht verdunkelten Bereich vor dem Außensaum. Die dunklen Adern heben sich deutlich ab. Am Thorax der Falter befindet sich ein dichtes Haarbüschel. Der Hinterleib ist pelzig behaart und besitzt weitere kurze Haarbüschel.

### Raupe
Ausgewachsene Raupen haben eine hellgrüne Farbe. Die Rückenlinie ist dunkelgrün gefärbt. Die weißlichen Nebenrückenlinien sowie die ebenfalls weißlichen Punktwarzen heben sich nur undeutlich ab.

## Ähnliche Arten
Der Gammaeule (Autographa gamma) sowie Autographa mandarina fehlt der rötliche Fleck vor dem Außenrand auf der Vorderflügeloberseite.

## Verbreitung und Lebensraum
Die Dunkelbraune Silbereule kommt in tropischen und subtropischen Gebieten Afrikas und Südostasiens vor. In Europa ist die Art in Spanien und Portugal einschließlich der Atlantikinseln beheimatet. Einzelfunde wurden aus Dänemark sowie von den Britischen Inseln gemeldet. Seit dem Jahr 2011 kommt sie auch in Neuseeland vor. Hauptlebensraum der Art sind Brachflächen, Strauch- und Staudenlandschaften sowie warme, trockene Hänge.

## Lebensweise
Die Falter bilden drei, zuweilen auch fortlaufende Generationen im Jahr, die ganzjährig anzutreffen sind. Sie besuchen nachts künstliche Lichtquellen. Die Raupen ernähren sich von den Blättern unterschiedlicher Pflanzen, dazu zählen Storchschnäbel- (Geranium), Nachtschatten- (Solanum), Tabak- (Nicotiana), Eibisch- (Althaea), Salbei- (Salvia),  Primel- (Primula) und Hülsenfrüchtlerarten (Fabaceae).